# Ledečtí z Říčan
Ledečtí z Říčan (německy Ledec(ky) von Ritschan) byl starý český šlechtický rod, jeden z rozrodů pánů z Říčan.  

## Historie

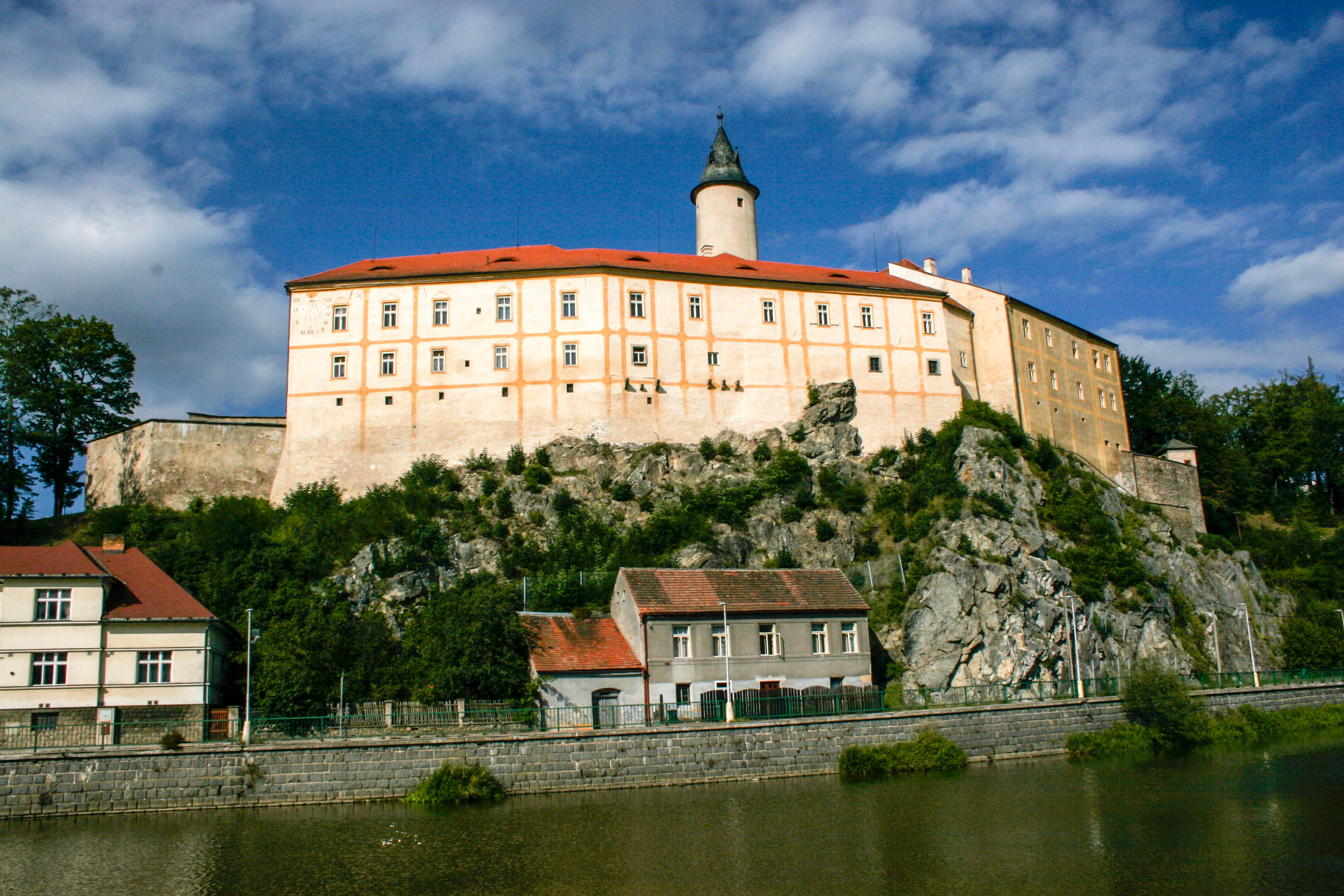
Hrad Ledeč nad Sázavou

První zmínky o rodu pánů z Všechrom (pozdější páni z Říčan) pochází ze 13. století. Již v první polovině 14. století se na Čáslavsku objevil Chotek z Říčan (snad bratr Oldřicha z Říčan), který mohl být předkem pánů z Říčan, sídlících na hradě v Ledči na Havlíčkobrodsku. Bratranci Mikuláš starší a Mikuláš mladší Ledečtí z Říčan byli spolupečetiteli stížného listu české a moravské šlechty proti upálení Jana Husa. Po husitských válkách přistoupili k čáslavského landfrýdu. 
Bratři Jindřich a Jan Ledečtí z Říčan v září roku 1448 společně s Jiřím z Poděbrad dobývali Prahu. Roku 1460 osvobodil Jan Ledečský z Říčan ledečské měšťany od placení mýta.
Po smrti Jana Ledečského (po roce 1483) spravoval Ledeč Mikuláš Trčka z Lípy, patrně poručník Buriana Ledečského z Říčan. Burian Ledečský zemřel roku 1541 a Ledečtí z Říčan jím vymřeli po meči, po přeslici vymřeli jeho dcerou Markétou.  